# پی‌یر فرانسوا اولیو ریه
پی‌یر فرانسوا اولیو رِیـِه (فرانسوی: Pierre François Olive Rayer‎؛ ‏ ۸ مارس ۱۷۹۳ – ۱۰ سپتامبر ۱۸۶۷) پزشک، اهل فرانسه بود. وی مشارکت‌های مهمی در حوزه‌های علمی فیزیولوژی، کالبدشناسی، آسیب‌شناسی و انگل‌شناسی داشت.
پی‌یر فرانسوا دانش‌آموختهٔ رشتهٔ پزشکی در مدرسه عملی پژوهش‌های عالی و اوتل-دیو بود و بعدها پزشک بیمارستان سن آنتوان دانشگاه سوربن شد. او همچنین پزشک مشاور لوئی فیلیپ یکم بود و در سال ۱۸۶۲ میلادی، رئیس دانشکدهٔ پزشکی دانشگاه پاریس شد.
پی‌یر فرانسوا در سال ۱۹۳۷ میلادی کشف کرد که بیماری مرگبار مشمشه در اسبیان، قابل سرایت به سایر جانداران از جمله انسان هم هست. وی در سال ۱۸۵۰ نخستین شرح از بیماری سیاه‌زخم را در مقاله‌ای ارائه نمود. او که عضو فرهنگستان علوم فرانسه بود، در سال ۱۹۵۵ به عنوان یک خارجی، به عضویت افتخاری فرهنگستان هنر و علوم آمریکا هم درآمد.
وی همچنین برندهٔ چندین مدال لژیون دونور شده‌است.